# Habenaria diffusa
Habenaria diffusa är en orkidéart som beskrevs av Achille Richard och Henri Guillaume Galeotti. Habenaria diffusa ingår i släktet Habenaria och familjen orkidéer. Inga underarter finns listade i Catalogue of Life.